# Pseudosciara hirtipes
Pseudosciara hirtipes är en tvåvingeart som beskrevs av Günther Enderlein 1911. Pseudosciara hirtipes ingår i släktet Pseudosciara och familjen sorgmyggor. Inga underarter finns listade i Catalogue of Life.